# Мосты Калининграда
Мосты Калининграда — перечень исторических мостовых сооружений Калининграда.

## История
Возникший в XIII веке город Кёнигсберг (ныне Калининград) состоял из трёх формально независимых городских поселений и ещё нескольких «слобод» и «посёлков». Расположены они были на островах и берегах реки Прегель (ныне река Преголя), делящей город на четыре главные части: Альтштадт, Кнайпхоф, Ломзе и Форштадт. Для связи между городскими частями уже в XIV веке стали строить мосты. В связи с постоянной военной опасностью со стороны соседних Польши и Литвы, а также по причине междоусобиц среди Кёнигсбергских городов (в 1454—1455 году между городами даже произошла война, вызванная тем, что Кнайпхоф перешёл на сторону Польши, а Альтштадт и Лёбенихт остались верны Тевтонскому ордену) в Средние века кёнигсбергские мосты имели оборонные качества. Перед каждым из мостов была построена оборонительная башня с закрывающимися подъёмными или двустворчатыми воротами из дуба и с железной кованой обивкой. Опоры некоторых мостов имели пятиугольную форму, типичную для бастионов. Внутри этих опор располагались казематы. Из опор можно было вести огонь через амбразуры.
Мосты были местом шествий, религиозных и праздничных процессий, а в годы так называемого «Первого русского времени» (1758—1762 годы), когда во время Семилетней войны Кёнигсберг ненадолго вошёл в состав Российской империи, по мостам проходили православные крестные ходы. Один раз такой крестный ход даже был посвящён православному празднику Водосвятия реки Прегель, вызвавшему неподдельный интерес у жителей Кёнигсберга.
По традиции, чтобы впоследствии вернуться в Кёнигсберг, гость города должен был бросить в Прегель с одного из мостов монету. Во время очистки русла Преголи земснарядом в девяностых годах XX века коллекционеры-нумизматы буквально дрались за право постоять с ситом у «кишки», из которой выливался донный ил.
К началу XX века все семь мостов были разводными, но в связи с упадком судоходства по Преголе сохранившиеся мосты более не разводятся, за исключением Высокого моста. Он разводится периодически; для профилактики механизма и проводки мачтовых судов.

## Лавочный мост
Самым старым из семи мостов был Лавочный мост (нем. Krämerbrücke), соединявший самый главный из кёнигсбергских городов — Альтштадт — с расположенным рядом кёнигсбергским замком и лежащий на острове город Кнайпхоф. Был построен в 1286 году. В 1900 году — перестроен. В 1972 году снесён в связи со строительством Эстакадного моста. Название моста свидетельствует о том, что он сам и прилегающие берега Прегеля были сосредоточением торговли. На въезде к этому мосту была установлена статуя Ганса Загана, сына кнайпхофского сапожника. По легенде, во время битвы между войсками Тевтонского ордена и Литвы (битва под Рудау, ныне посёлок Мельниково Зеленоградского района Калининградской области) Ганс подхватил падающее орденское знамя из рук раненого рыцаря.

## Зелёный мост
Вторым по возрасту был Зелёный мост (нем. Grünebrücke). Он был построен в 1322 году. В 1907 году мост был перестроен, а в 1972, как и Лавочный мост, был заменен на Эстакадный мост. Этот мост соединял Кнайпхоф и Форштадт. Название моста происходит от цвета краски, в который традиционно красили опоры и пролётное строение моста. В XVII веке у Зелёного моста гонец раздавал прибывшие в Кёнигсберг письма. В ожидании корреспонденции здесь собирались деловые люди города. Здесь же в ожидании почты они обсуждали свои дела. Неудивительно, что именно в непосредственной близости от Зелёного моста в 1623 году была построена кёнигсбергская торговая биржа. В 1875 году на другом берегу реки Преголя, но также в непосредственной близости от Зелёного моста было построено новое здание торговой биржи, сохранившееся до сих пор (ныне Музей изобразительных искусств).

## Рабочий мост
После Лавочного и Зелёного был построен Рабочий мост (нем. Köttelbrücke), также соединявший Кнайпхоф и Форштадт. Иногда название также переводят как Потроховой мост. И тот, и другой вариант перевода не является идеальным, так как немецкое название происходит из Саксонии и в переводе на русский язык означает примерно «рабочий, вспомогательный, предназначенный для провоза мусора» и т. п. Этот мост был построен в 1377 году и перестроен в 1886 году. Мост был разрушен во время Второй мировой войны и позднее не восстанавливался.

## Кузнечный мост
В 1397 году был построен Кузнечный мост (нем. Schmiedebrücke). Как и Лавочный мост, он соединял Альтштадт с Кнайпхофом. Мост был перестроен в 1896 году. Как и Рабочий мост, Кузнечный мост после войны не восстанавливался. Рядом с этим мостом на берегах Прегеля традиционно размещались кузнецы.

## Деревянный мост
Деревянный мост (нем. Holzbrücke) между Альтштадтом и Ломзе был построен в 1404 году. На Деревянном мосту находилась памятная доска с выдержками из «Прусской хроники» Альбрехта Лухела Давида. Этот десятитомный труд повествовал о языческой Пруссии и истории Тевтонского ордена до 1410 года. В том виде, который он приобрёл в 1904 году во время реконструкции, этот мост сохранился до сих пор. Сейчас по нему осуществляется движение автотранспорта и трамваев (по одному ряду в каждую сторону) и пешеходов.

## Высокий мост
Ещё одним сохранившимся до сих пор мостом Кёнигсберга является Высокий мост (нем. Hohebrücke). Первый Высокий мост был построен в 1506 году. Он соединял Ломзе и Форштадт. В 1882 году мост был перестроен. При этом был возведён «Домик смотрителя мостов», помещение для механизмов развода моста и т. п. Это красивое небольшое здание в стиле неоготики, несколько напоминающее замок в Диснейленде, сохранилось до сих пор.
Сам старый Высокий мост был снесён в 1938 году, а в нескольких десятках метров от него был возведён новый Высокий мост, сохранившийся до сих пор и служащий для пешеходов, автомобилей и трамваев. Имеет разводную среднюю часть для проводки мачтовых судов. От старого Высокого моста, расположенного рядом, сохранились каменные опоры.

## Медовый мост
Самый молодой из семи мостов — Медовый мост (нем. Honigbrücke), соединяющий острова Ломзе и Кнайпхоф. Как и Высокий и Деревянный мосты, Медовый мост сохранился до сих пор, но в отличие от них, приобрёл практически исключительно пешеходный характер, так как сейчас на острове Кнайпхоф расположены только кафедральный собор (главная достопримечательность города) и парк скульптур, и проезд частного автотранспорта туда запрещён. По мосту проезжают только грузовики, подвозящие материалы для реставрации Кафедрального собора. Существуют разные версии о происхождении названия Медового моста. По одной из них, член Кнайпхофской ратуши Безенроде оплатил постройку моста бочками мёда, по другой — тем же товаром оплатил постройку торговой лавки на заречной территории. Однако, скорее всего, эти версии являются городскими легендами. Вероятнее всего, название происходит от слова «хон», что значит — насмешка, издёвка. Построив этот мост, жители Кнайпхофа получили непосредственный доступ к острову Ломзе, в обход Высокого моста, принадлежавшего Альтштадту. Таким образом, этот мост стал как бы насмешкой над главным из кёнигсбергских мостов. В начале 2017 года начался ремонт моста и частичная его реконструкция, в рамках подготовки города к Чемпионату мира по футболу 2018.
- Медовый мост. Вид сверху.
- Медовый мост. Вид сбоку на бывший разводной пролёт.
- Медовый мост. Остатки разводного механизма.